# Время новостей
«Вре́мя новосте́й» — российская ежедневная газета. Издавалась с марта 2000 года по декабрь 2010 года на 12 полосах форматом А2.
16 марта 2000 года издание начало выпускаться тем же коллективом, который ранее делал газету «Время МН» в рамках холдинга «Московские новости».

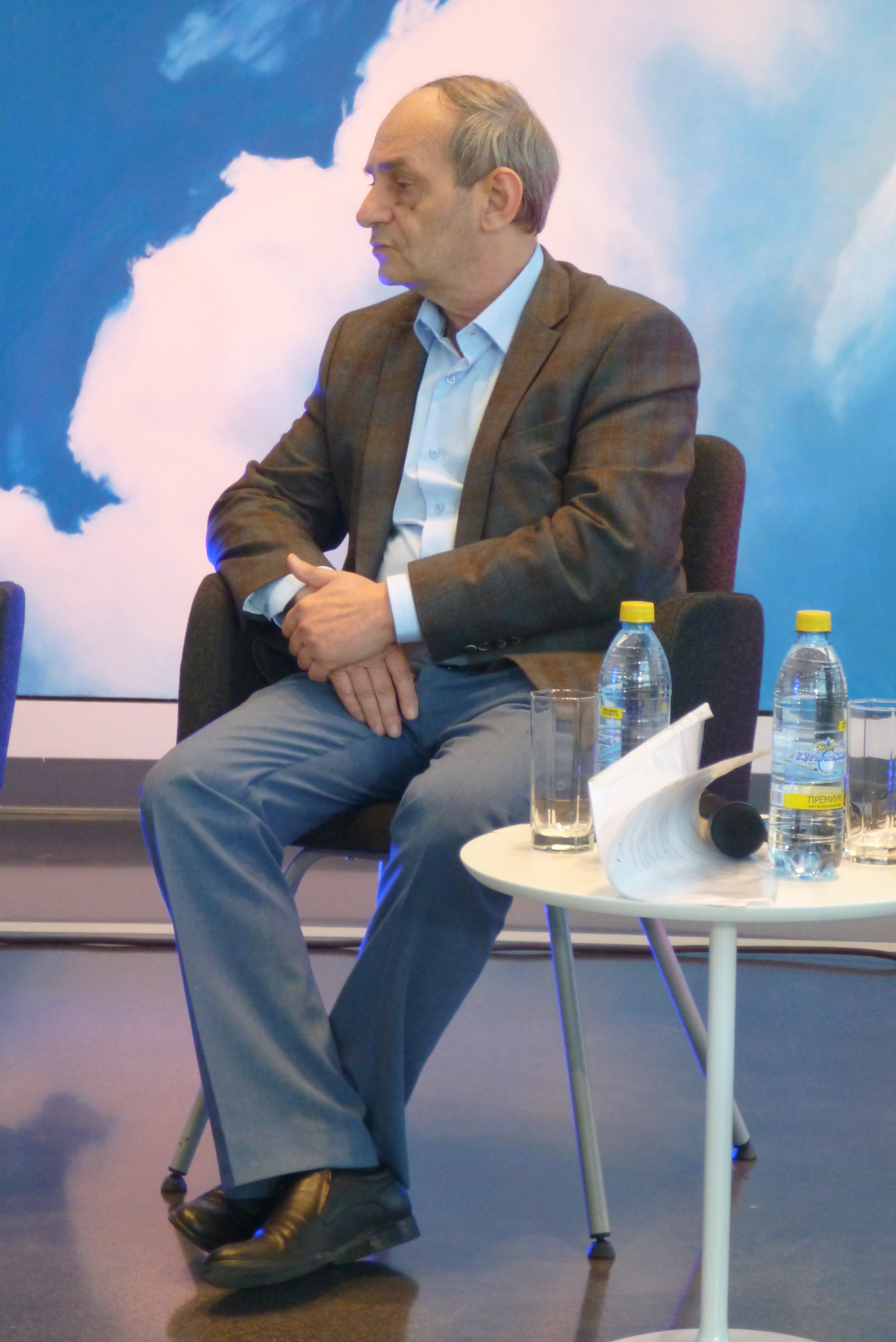
Главный редактор «Время новостей» Владимир Гуревич
(2019)

В газете, выходившей 5 раз в неделю, публиковались материалы собственных корреспондентов, политологов, историков, искусствоведов, критиков.
В 2010 году было объявлено о закрытии газеты и замене её восстановленными «Московскими новостями».